# 石田未来
石田 未来（いしだ みく、1988年6月15日 - ）は、日本の元女優、元グラビアアイドル。歌手として芸能活動を再開した際は、未来（みく）という芸名を使用した。
愛知県小牧市出身、日出高等学校卒業。所属事務所はFORM JAPAN（旧・有限会社セブンファクトリー）。

## 来歴
5歳でデビューし、地元愛知県の地方CM等に出演する。1999年、東京駅でスカウトされレヴィプロダクションズ（現・レプロエンタテインメント）に所属後は、15歳以下のアイドルを特集する雑誌「ピュアピュア」に創刊より毎号登場し「U-15アイドル」を代表する一人として人気を得る。
高校進学と共に上京し、新垣結衣と事務所の寮でルームシェアをしていた。2007年3月、日出高等学校卒業。
2008年10月9日、同月末をもっての芸能活動終了を発表して引退、帰郷した。2009年1月に小牧市で新成人を祝った。
2009年6月17日、自身のブログにて、音楽活動での芸能界復帰を報告。また、芸名を姓のない「未来」に改名した。
ブログの最終更新は2013年で、以降の活動は見当たらない。

## 人物
- 実家で犬に囲まれて育ったこともあり大の犬好き。
- 得意なスポーツはバトントワリングとテニス。
- 短所は優柔不断なところ。
- 愛称は未来。
- 好きな色はピンク。
- 好きな映画は『千と千尋の神隠し』。
- 好きな食べ物は辛いもの。特に一味唐辛子。
- 好きな異性のタイプは背が高くて話が好きな人。
- 恋の格言は「焦らず慎重に」。意味は外見より中身重視。
- 宝物は家族と夢。
- 兄と弟がそれぞれ1人いる（自身のブログより）。
- 芸能活動引退中の一時期、動物病院の受付のアルバイトをしていた。

## 主な出演作品

### ドラマ
- 怖い日曜日 第10話（日本テレビ、1999年）
- スペシャルドラマ「空のかけら」（日本テレビ、2000年）
- HERO'S HERO 〜Gacktが語る英雄伝説〜（NHK、2002年） - 石田未来 役
- 連続テレビ小説 さくら（NHK、2002年） - 篠崎えりか 役
- やんパパ（TBSテレビ、2002年） - 風見桜子 役
- TOYD（WOWOW、2002年）
メディアファクトリーよりDVDが発売、第39回ギャラクシー大賞受賞作品
- 恋する日曜日 第8話「FOR YOU」（BS-i、2003年）
- あなたの隣に誰かいる（フジテレビ、2003年） - 車田真子 役
- いつもふたりで（フジテレビ、2003年）
- 金曜時代劇 ゆうれい、貸します〜お染・恋の七変化〜 第2話「偽ゆうれい」（NHK、2003年） - お葉 役
- 加藤家へいらっしゃい! 〜名古屋嬢っ〜（メ〜テレ、2004年8月6日） - 加藤瑞希 役
  - 加藤家へいらっしゃい! 〜名古屋嬢っ〜（2004年10月6日 - 12月22日）
- ほんとにあった怖い話「教室の幽霊」（フジテレビ、2004年）
- 大奥スペシャル〜幕末の女たち〜（フジテレビ、2004年）
- フットボール“汗”（テレビ愛知、2004年7月26日）
- 3年B組金八先生（TBSテレビ） - 田中奈穂佳 役
  - 第7シリーズ（2004年10月15日 - 2005年3月25日）
  - スペシャル11「未来へつなげ 3B友情のタスキ〜たった一人の卒業式」（2005年12月30日）
  - 3年B組金八先生ファイナル〜「最後の贈る言葉」（2011年3月27日）
- ダイヤモンドの恋（NHK総合、2005年） - 沢渡志帆 役
- 対岸の彼女（WOWOW、2006年1月15日）- 楢橋葵（高校時代） 役
- おいしいプロポーズ（TBS、2006年4月 - 6月） - メアリー富田 役
- PS -羅生門- 第5話（テレビ朝日、2006年8月2日） - ゲスト
- 半分の月がのぼる空（テレビ東京、2006年10月 - 12月） - 秋庭里香 役
- 三日遅れのハッピーニューイヤー!（TBSテレビ、2007年1月3日） - 稲葉サキ 役
- 警視庁捜査一課9係 第8話（テレビ朝日、2008年6月4日） - ゲスト・磯辺沙織 役
- 7人の女弁護士 第10話（テレビ朝日、 2008年6月12日） - ゲスト・関口萌絵 役
- 四つの嘘 （テレビ朝日、2008年7月 - 9月） - 西尾満希子（寺島しのぶ）の高校生時代 役

### バラエティ
- PLAYROOM Ver,2.0（BSフジ、2001年 - 2002年） - 木曜日司会
- トゥナイト2（テレビ朝日、2002年）
- タモリ倶楽部（テレビ朝日、2002年）
- チェキラ!（日本テレビ、2002年）
- 新・真夜中の王国（NHK-BS2、2002年）
- Face（TBSテレビ、2002年）
- 深夜の星（TBSテレビ、2002年）
- オールスター感謝祭（TBSテレビ、2002年9月28日）
- BSイレブンPM（BS日テレ、2002年）
- メ〜テレワイド サンダー5（メ〜テレ、2003年）
- 新ウンナンの気分は上々。（TBSテレビ、2003年）
- 東京美優（テレビ東京、2004年）
- ザ!世界仰天ニュース（日本テレビ、2006年3月）
- ウルトラヒロイン（テレビ東京、2006年）
- 美女-H（テレビ東京、2006年）
- DRESS（毎日放送、2010年12月） - DRESSガールNAGOYAとして
- 鉄ぶら（スターキャットチャンネル、2010年11月 - 2014年12月）
- JNNふるさと紀行「森の恵みに感謝！遠州浜松 天竜めぐり」（BS-TBS、2012年12月8日）

### 映画
- 東京★ざんすっ（東映、2001年公開） - 「ランニング フリー」
- G-Cinema 夏風（ギャガ、2002年公開）[4]
- 仮面ライダーシリーズ（東映）
  - 劇場版 仮面ライダー剣 MISSING ACE（2004年9月11日公開） - 栗原天音 役
  - 仮面ライダー THE NEXT（2007年10月27日公開） - 菊間琴美 役
- ミラーマンREFLEX（バップ、2006年公開） - ももそ 役
- 猫目小僧（アートポート、2006年公開） - 藤崎まゆか 役

### webムービー
- 東京ディズニーシー 「将来の脇役」 - 宮野真弓 役

### ゲーム
- ハリー・ポッターと秘密の部屋（ジニー・ウィーズリー）

### CM・広告
- ミニッツメイド コカ・コーラ（1999年 - 2000年）
- 隔週刊「クラシックドールコレクション」創刊号  デアゴスティーニ・ジャパン（2000年）
- フィレオフィッシュ・ダブルチーズバーガー半額 マクドナルド（2000年1月）
- 出光興産（2000年5月）
- 黒ごまプリン ハウス食品（2002年）
- 「牛乳に相談だ。」ラブレター編 中央酪農会議（2006年2月 - ）
- 三ツ矢サイダーショートストーリー「君の笑顔」 ラジオCM（2006年、TOKYO-FM）
- 国土交通省 「2007年6月・不正改造車排除強化月間」「2007ディーゼルクリーンキャンペーン」（2007年）

## 書籍・メディア

### 写真集、本
- pink（2001年9月、講談社、撮影:渡辺達生） ISBN 978-4063301380
- sugar time （2002年6月、ブックマン社） ISBN 978-4893084880 - トレカフォトブック
- 夏風 （2002年12月、学習研究社） ISBN 978-4054017603  - 映画「夏風」ガイドブック
- 石田未来ファンブック @石田未来 〜E-mail〜 （2003年7月1日、彩文館出版、￥781） ISBN 4-7756-0013-3 - 文庫サイズ写真集
- 石田未来ピンナップポスター集
- ありがと。（2004年2月、近代映画社） ISBN 978-4764820074  - Complete Book

### DVD(VHS)
- U-16 美少女FILE001 石田未来 （2001年10月、ポニーキャニオン）
- from miku（2002年、デジキューブ）
- growing up（2002年8月15日、ベガファクトリー、VHS:VESW-008、40min、￥3200）
　追加映像も入ったDVD版は2002年10月25日発売。VESD-007、50min、￥3800
- jumping up（2002年9月15日、ベガファクトリー、VHS:VESW-009、40min、￥3200）
　追加映像も入ったDVD版は2002年11月25日発売。VESD-008、50min、￥3800
- メイキング オブ 夏風「石田未来 in 夏風」 （2002年12月、キングレコード）
- 石田未来 Complete DVD BOX （2003年6月、ベガファクトリー、VEST-002、135min、￥7600）
「growing up」「jumping up」に、Special Edition DVDがついた3枚組。限定5000set。
- チャプラ1 CHALLENGE & PRIVATE （2003年9月、パイオニアLDC）
- チャプラ2 CHALLENGE & PRIVATE （2004年3月、ジェネオン エンタテインメント）
- 早春賦 ~MIKU in THAILAND Vol.1~ （DVD/VHS、2004/4/20、ラインコミュニケーションズ）
- 素顔の15歳 ~MIKU in THAILAND Vol.2~ （DVD/VHS、2004/5/20、ラインコミュニケーションズ）
- 石田未来 Special DVD BOX （2005年3月、ラインコミュニケーションズ、LCDV-90011、120min、￥7800）
「早春賦」「素顔の15歳」に、Special DVDがついた3枚組
- She see see -東京美優-（2005年3月、GPミュージアムソフト）
- 17歳の贈り物 （2005年11月、GPミュージアムソフト、DMSM-6431、50min、￥3800）
- 石田未来 きっと、最後の夏、（2006年3月、ジーオーティー）
- 未来グラフィティー （2006年7月、フォーサイド・ドット・コム）

### トレカ、カレンダー
- 月刊少女REMIX'02（トレーディングカード）（ムービック）
- SUGAR TIME（トレーディングカード）（ハゴロモ）
- 2003年カレンダー
- 2004年カレンダー
- 2005年カレンダー

## 音楽

### CDシングル
- with...（2010年6月2日、フォルムジャパンレコーズ、FJRC-0039）4曲入りマキシシングル、ジャケットにはショップ版とライブ会場版の2種類がある

1. 「with...」
2. 涙のワケ
3. 素敵な力
4. ソラシドレミファ

- 恋をしようよ（2011年5月25日）

1. 恋をしようよ
2. RANIDAY BLUE
3. Valentime Dayは君に逢いに